# Программное обеспечение DewesoftX
DewesoftX — программное обеспечение, разработанное компанией Dewesoft d.o.o., которое используется для научных измерений, включая запись и анализ данных из аналоговых и цифровых источников. DewesoftX поставляется со всеми приборами для сбора данных от Dewesoft d.o.o.

## Происхождение
В 2000 году Юре Кнез из Трбовле, Словения, работал инженером-механиком в области вращающегося оборудования, звука и вибрации. Он опубликовал несколько исследовательских работ по этой тематике, включая анализ сигналов при измерении вибрации на турбогенераторах и динамические характеристики вращения паровой турбины. Он также занимался программированием и часто создавал собственное программное обеспечение для решения инженерных задач. В одном из проектов Кнез использовал оборудование для сбора данных, произведенное компанией Dewetron GmbH из города Грац, Австрия. Компания Dewetron уже имела свою нишу на рынке, однако оборудование компании поставлялось со сторонним программным обеспечением на базе NI LabVIEW. Вместе с деловым партнером, Андреем Ороженом, также уроженцем Трбовле, Кнез основал компанию Dewesoft. Компании сформировали стратегическое партнерство, в соответствии с которым Dewesoft разрабатывала программное обеспечение для оборудования Dewetron. Dewetron, в свою очередь, распространяла программное обеспечение Dewesoft вместе со своими изделиями по всему миру, отказавшись от использования стороннего ПО.
В 2000 году по настоянию менеджеров Dewetron, Франца Дегена и Герберта Вернигга, Кнез отправился в офис Dewetron в США, чтобы вместе с президентом Dewetron в США, Грантом Малой Смитом, и специалистом компании по внедрению, Джеральдом Зотцеком, участвовать в разработке первой версии программного обеспечения. В штаб-квартире компании в Чарлстауне (штат Род-Айленд) три специалиста в течение нескольких недель разрабатывали пользовательский интерфейс и принципы работы нового программного обеспечения.
В 2001 году компании выпустили первую коммерчески доступную версию программного обеспечения для сбора данных, назвав ее Dewesoft 5.0. Компания Dewetron занялась реализацией ПО на рынках США, Европы и Азии. В 2000 году Торговая палата Словении, область Трбовле, присвоила Кнезу, Смиту и Зотцеку премию в сфере технических инноваций за разработку Dewesoft 5.0

## История версий
В 2002 году Dewesoft 5.0, первая коммерчески доступная версия программного обеспечения, была зарегистрирована в патентных бюро США и Европейского союза. Кнез и Смит совместно с коллегой, Матией Тума, написали статью об эволюции систем сбора данных на базе ПК, которая была опубликована в майском выпуске журнала Sound & Vibration Magazine.
Патентное бюро США выдало Кнезу два патента, которые охватывали ключевые аспекты программного обеспечения Dewesoft.
В 2003 году была выпущена версия Dewesoft 6.0. В этой версии представлены новые функции для автомобильной промышленности, телеметрии и анализа мощности. Одной из наиболее важных функций стало программное обеспечение интерфейса CAN BUS, позволившее считывать цифровые данные непосредственно с многочисленных электронных блоков управления (ЭБУ) транспортного средства. Эта версия также включала возможность записи данных с видеокамер и их синхронизацию с аналоговыми и цифровыми данными. Также был представлен интерфейс для платы аэрокосмической PCM-телеметрии, что позволило применять программное обеспечение Dewesoft как для аэрокосмических летных испытаний, так и для тестирования космических аппаратов и сбора данных телеметрии. В виде подключаемого модуля для версии 6 был выпущен набор программных инструментов для контроля качества электроэнергии. На растущем рынке тестирования мощности это нововведение позволило удовлетворить потребность в системе сбора данных общего назначения, которая также могла выполнять расширенный анализ мощности. Архитектура системы также была изменена для поддержки программных подключаемых модулей, создавать которые могла как сама компания, так и сторонние разработчики. Это позволило значительно расширить функции системы. Усовершенствованное математическое ядро позволило пользователям создавать собственные арифметические и алгебраические функции.
В 2008 году было выпущено программное обеспечение для сбора данных Dewesoft 7.0. Графический пользовательский интерфейс был полностью переработан, что позволило лучше организовать и адаптировать многие подключаемые модули, разработанные за предыдущие семь лет. Также это была последняя версия программного обеспечения, которая поддерживала оборудование Dewetron и других сторонних производителей.
В 2012 году был выпущен DewesoftX. Эта версия поддерживала исключительно оборудование для сбора данных Dewesoft, однако допускалась работа с некоторыми специализированными интерфейсами сторонних производителей. Программное обеспечение DewesoftX больше не продавалось отдельно, а было интегрировано в системы для сбора данных Dewesoft.
В 2015 году была выпущена версия DewesoftX 2. Код этой версии был переписан с использованием параллельной обработки данных, что позволило значительно ускорить вычисления и создание графиков по сравнению с предыдущими версиями.
В 2017 году была выпущена первая 64-разрядная версия программы DewesoftX 3.
26 декабря 2017 года компания получила патент США 9 853 805, который охватывал многие важные аспекты программного обеспечения Dewesoft X, в том числе синхронизацию и буферизованную передачу данных. [4]
16 июля 2019 года компания получила патент США 10 352 733, который охватывал ключевые технические аспекты технологии SuperCounter, разработанной на базе DewesoftX.
В декабре 2020 года была выпущена версия DewesoftX 2020. К названию продукта была официально добавлена буква X, а цифры «2020» использовались как номер версии. Промежуточные версии нумеруются путем добавления точки и целого числа, например DewesoftX 2020.1.
Большая часть кода Delphi была переписана на языке программирования C++ для повышения рабочих характеристик продукта. Для вычислений в реальном времени стал широко использоваться графический процессор главного компьютера.

## Важные события
В 2003 году компания Dewesoft вместе с партнером-производителем оборудования Dewetron приняла участие в замене устаревших бумажных регистраторов в ЦУП Космического центра Кеннеди NACA. Во время этого проекта инженеры Dewesoft работали на объекте NACA, создавая интерфейсы, позволяющие ПО напрямую взаимодействовать с PCM-данными с космических аппаратов и ScramNet, шины для передачи данных NACA. Результаты работы были изложены в отчете NACA